# 内田未来
内田 未来（うちだ みらい、2005年11月14日 - ）は、日本の女優である。
東京都出身。ワタナベエンターテインメント所属。姉は同じく女優の内田愛。

## 出演

### 映画
- かぐや姫の物語（2013年、東宝） - 声の出演：かぐや姫（幼少期） 役
- 相棒 -劇場版IV- 首都クライシス 人質は50万人! 特命係 最後の決断（2017年、東映） - 鷺沢瑛里佳（少女期） 役
- チア☆ダン〜女子高生がチアダンスで全米制覇しちゃったホントの話〜（2017年、東宝） - 早乙女清美 役

### テレビドラマ
- 北海道警察 第1作（2011年、TBS） - 篠田亜紀菜（幼少期） 役
  - 「警視庁南平班〜七人の刑事〜」第7作（2014年、TBS） - 鬼塚瑠璃子 役
- 連続テレビ小説（NHK総合）
  - 梅ちゃん先生（2012年） - 下村梅子（幼少期）役
  - とと姉ちゃん（2016年） - 小橋常子（幼少期）役[4]
- 刑事のまなざし 第7話（2013年、TBS） - 藤川雛子（幼少期） 役
- リーガル・ハイ 第7話（2013年） - 平野里香 役
- おふこうさん 第4話（2014年、NHK BSプレミアム） - サナ 役
- おやじの背中 第5話（2014年、TBS） - ホナミ 役
- ガッタン ガッタン それでもゴー（2015年、NHK BSプレミアム） - 伊藤加奈（子ども時代） 役
- 刑事7人 第9話（2016年、テレビ朝日） - 宮川真里 役
- ヒポクラテスの誓い 第5話（2016年、WOWOW） - 倉本紗雪 役
- 増山超能力師事務所 第6話（2017年、日本テレビ） - 滝沢南 役
- 警視庁・捜査一課長 第5話（2017年、テレビ朝日） - 須藤朝子（幼少期） 役
- ウルトラマンジード（2017年、テレビ東京） - 原エリ 役
- 奥様は、取り扱い注意 第3話 - 最終話（2017年10月18日 - 12月6日、日本テレビ） - 伊佐山菜美（少女期） 役
- トドメの接吻 第1話（2018年1月7日、日本テレビ）- 並樹美尊（幼少期）役
- 鉄道捜査官 第18話（2018年5月13日、テレビ朝日） - 浅井里奈 役
- 警視庁ゼロ係 THIRD SEASON 第5話（2018年8月31日、テレビ東京） - 益山久美 役
- 死命（2019年5月19日、テレビ朝日） - 山口澄乃（少女期） 役
- 水戸黄門 (BS-TBS版) 第2シリーズ  第7話（2019年7月7日、BS-TBS） - 李雪  役
- おいしい給食（2019年、テレビ神奈川・TOKYO MX・BS12ほか） - 桐谷みすず 役
- 暴太郎戦隊ドンブラザーズ ドン7話（2022年4月17日、テレビ朝日） - 女子生徒 役

### テレビ番組
- 24時間テレビ 「愛は地球を救う」（日本テレビ）
  - 第34回（2011年） - 怪物くんバックダンサー、ジュニアコーラス隊
  - 第35回（2012年） - 嵐メドレーバックダンサー、YOUNG MAN (Y.M.C.A.)バックダンサー
  - 第36回（2013年） - ジュニアコーラス隊
- 日テレ系音楽の祭典 ベストアーティスト（2011年、日本テレビ） - 怪物くんバックダンサー
- 1番ソングSHOW（2012年） - 怪物くんバックダンサー
- ママモコモてれび（日本テレビ）
- ヒルナンデス!（日本テレビ）
- スタジオパークからこんにちは（2016年、NHK総合）
- あさイチ（2016年、NHK総合）
- ムジカ・ピッコリーノ外伝〜森と明かりとモンストロ〜（2019年、NHK Eテレ） - モナ 役

### 人形劇
- ざわざわ森のがんこちゃん放送20周年スペシャル「エピソード0 ざわざわ森とさばくのひみつ」（2016年、NHK） - スイ 役

### 舞台
- サウンド・オブ・ミュージック（2013年、劇団四季ミュージカル） - グレーテル 役
- モーツァルト!（2014年、帝国劇場） - アマデ 役
- 舞台「鬼滅の刃」 - 栗花落カナヲ 役[5]
  - 其ノ弍 絆（2021年8月7日 - 15日、東京 / 8月20日 - 22日、大阪 / 8月27日 - 31日、東京（凱旋公演））
  - 其ノ参 無限夢列車（2022年）- ※映像出演[6]
- ミュージカル「浜村渚の計算ノート」（2021年12月27日 - 30日、大阪 / 2022年1月6日 - 8日、東京） - 大山あずさ 役
- ミュージカル「LILIUM-リリウム新約少女純潔歌劇-」- リリー 役、東京・サンシャイン劇場 / 2023年4月15日(土) - 4月23日(日) 12公演(追加公演を含む)、大阪・梅田芸術劇場 シアター・ドラマシティ） /  2023年4月28日(金) - 5月3日(水・祝) 8公演
- 「ROCK MUSICAL BLEACH」
  - 〜Arrancar the Beginning〜（2024年5月12日 - 26日、東京・天王洲 銀河劇場 / 5月31日 - 6月2日、大阪・COOL JAPAN PARK OSAKA WWホール）[7]
  - 〜Arrancar the Final〜（2025年2月8日 - 24日、東京・天王洲 銀河劇場 / 3月1日 - 9日、大阪・COOL JAPAN PARK OSAKA WWホール）[8]
- 演劇【推しの子】2.5次元舞台編（2024年12月13日 - 22日、シアターH / 12月26日 - 29日、梅田芸術劇場 シアター・ドラマシティ） - 黒川あかね 役[9]
- 「ワールドトリガー the Stage」B級ランク戦最終決戦編（2025年4月12日 - 20日、日本青年館ホール / 4月24日 - 27日、COOL JAPAN PARK OSAKA WWホール / 5月2日 - 11日、シアターH） - 武富桜子 役[10]
- 「LIGHT YEARS -幾光年-」The Musical（2025年7月31日・8月1日〈予定〉、I'M A SHOW）[11]
- ミュージカル「キルバーン」（2025年9月13日 - 28日〈予定〉、サンシャイン劇場 / 10月2日 - 5日〈予定〉、梅田芸術劇場 シアター・ドラマシティ） - 血花嫁ソフィ 役[12][13]

### CM
- 日本水産 大きな大きな焼きおにぎり コバラ親子篇
- セガトイズ キラジェルシール
- CLCコーポレーション - 娘 役
- ダイキン工業 ラクエア